# Liste der Biografien/Vale
Liste der Biografien |
Portal Biografien |
Personensuche
# |
A |
B |
C |
D |
E |
F |
G |
H |
I |
J |
K |
L |
M |
N |
O |
P |
Q |
R |
S |
T |
U |
V |
W |
X |
Y |
Z |
?
 
Va |
Vd |
Ve |
Vh |
Vi |
Vj |
Vl |
Vn |
Vo |
Vr |
Vs |
Vt |
Vu |
Vy
 
Vaa |
Vab |
Vac |
Vad |
Vae |
Vaf |
Vag |
Vah |
Vai |
Vaj |
Vak |
Val |
Vam |
Van |
Vap |
Vaq |
Var |
Vas |
Vat |
Vau |
Vav |
Vaw |
Vax |
Vay |
Vaz
 
Vala |
Valb |
Valc |
Vald |
Vale |
Valf |
Valg |
Valh |
Vali |
Valj |
Valk |
Vall |
Valm |
Valn |
Valo |
Valp |
Valq |
Vals |
Valt |
Valu |
Valv |
Valy |
Valz
Die Liste der Biografien führt alle Personen auf, die in der deutschsprachigen Wikipedia einen Artikel haben. Dieses ist eine Teilliste mit 568 Einträgen von Personen, deren Namen mit den Buchstaben „Vale“ beginnt.

## Vale
- Vale de Almeida, João (* 1957), portugiesischer Diplomat
- Vale, Aaron (* 1968), US-amerikanischer Springreiter
- Vale, Angélica (* 1975), mexikanische Schauspielerin und Sängerin
- Vale, Bruno (* 1983), portugiesischer Fußballtorhüter
- Vale, Duarte (* 1999), portugiesischer Tennisspieler
- Vale, Flausino (1894–1954), brasilianischer Violinist, Komponist und Musikpädagoge
- Vale, Jerry (1930–2014), amerikanischer Sänger
- Vale, Jordan (* 1994), neuseeländisch-niederländischer Fußballspieler
- Vale, Michael (1922–2005), US-amerikanischer Schauspieler
- Vale, Raúl (1944–2003), mexikanischer Sänger, Komponist und Schauspieler
- Vale, Ronald (* 1959), US-amerikanischer Zellbiologe an der University of California, San Francisco
- Vale, Sharon da (* 1976), deutsche Pornodarstellerin
- Vale, Virginia (1920–2006), US-amerikanische Schauspielerin
- Vale, Wylie (1941–2012), US-amerikanischer Biochemiker, Neurophysiologe und Neuroendokrinologe

### Valea
- Vălean, Adina (* 1968), rumänische Politikerin und MdEP für Rumänien
- Valeanu, Estel (* 1999), israelische Diskuswerferin
- Valeanu, Michaël (* 1985), französischer Jazzmusiker (Gitarre, Komposition)

### Valec
- Valech Aldunate, Sergio (1927–2010), chilenischer Geistlicher, Weihbischof im Erzbistum Santiago de Chile

### Valee
- Valée, Sylvain-Charles (1773–1846), französischer General, Marschall und Pair von Frankreich
- Valeeva, Natalia (* 1969), moldauisch-italienische Bogenschützin

### Valei
- Valeika, Virgilijus (* 1958), litauischer Chemiker

### Valek
- Válek, Marian (* 1975), tschechischer Sommerbiathlet
- Válek, Vlastimil (* 1960), tschechischer Politiker
- Váleková, Zuzana (* 1979), slowakische Tennisspielerin

### Valen
- Valen de Vries, Anita (* 1968), norwegische Radrennfahrerin
- Valen, Fartein (1887–1952), norwegischer Komponist
- Valen, Henry Halfdan (1924–2007), norwegischer Politikwissenschafter und Hochschullehrer
- Valen, Nancy (* 1965), US-amerikanische Schauspielerin
- Valen, Snorre (* 1984), norwegischer Politiker und Musiker

#### Valena
- Valena, František (1913–1960), tschechischer katholischer Akademiker, Vorsitzender der Zentrale der Katholischen Studenten (ÚKS), Studentenführer und politischer Gefangener des kommunistischen Regimes

#### Valenc
- Valença, Alceu (* 1946), brasilianischer Musiker
- Valencak, Hannelore (1929–2004), österreichische Schriftstellerin
- Valençay, Jacques d’Estampes de (1579–1639), französischer Adliger und Militär
- Valencia Benavides, Andrés Leopoldo (* 1948), mexikanischer Botschafter
- Valencia Cano, Gerardo (1917–1972), kolumbianischer römisch-katholischer Ordensgeistlicher, Apostolischer Vikar von Buenaventura
- Valencia Murillo, José (* 1982), ecuadorianischer Fußballspieler
- Valencia, Adolfo (* 1968), kolumbianischer Fußballspieler
- Valencia, Alejandra (* 1994), mexikanische Bogenschützin
- Valencia, Antonio (* 1925), bolivianischer Fußballspieler
- Valencia, Antonio (* 1985), ecuadorianischer Fußballspieler
- Valencia, Antonio María (1902–1952), kolumbianischer Komponist
- Valencia, Carolina (* 1985), mexikanische Gewichtheberin
- Valencia, Daniel (* 2004), mexikanischer Eishockeyspieler
- Valencia, Diego (* 2000), chilenischer Fußballspieler
- Valencia, Eduardo (* 2002), mexikanischer Eishockeyspieler
- Valencia, Enner (* 1989), ecuadorianischer FußballspielerEnner Valencia (* 1989)

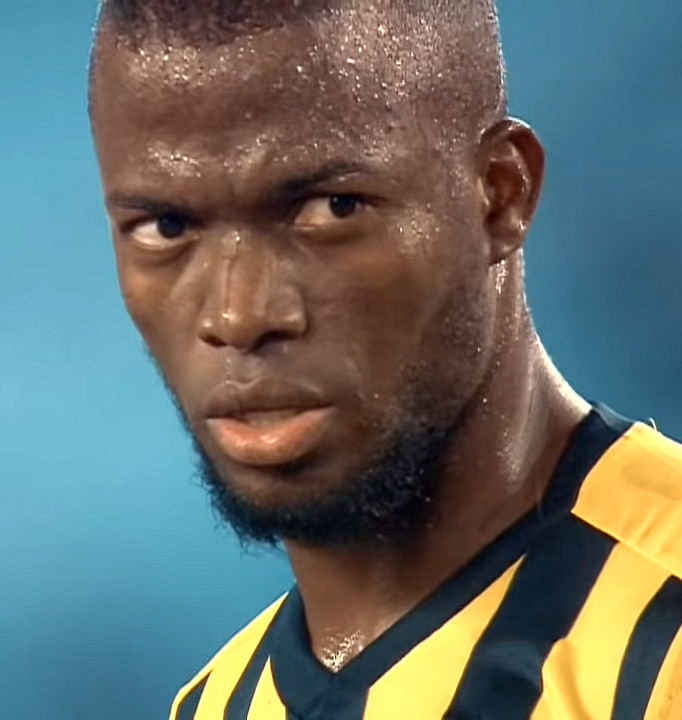
Enner Valencia (* 1989)

- Valencia, Esteban (* 1972), chilenischer Fußballspieler
- Valencia, Esteban (* 1999), chilenischer Fußballspieler
- Valencia, Fredy (* 2001), kolumbianischer Fußballspieler
- Valencia, Gregor von (1549–1603), Jesuit und Theologe
- Valencia, Guillermo (1873–1943), kolumbianischer Dichter und Politiker
- Valencia, Guillermo León (1909–1971), kolumbianischer Rechtsanwalt und Politiker
- Valencia, Íngrit (* 1988), kolumbianische Boxerin
- Valencia, Jackson (* 1993), kolumbianischer Fußballspieler
- Valencia, Jhon (* 1993), ecuadorianischer Leichtathlet
- Valencia, José Daniel (* 1955), argentinischer Fußballspieler
- Valencia, Juan Pablo (* 1988), kolumbianischer Radrennfahrer
- Valencia, Leonardo (* 1991), chilenischer Fußballspieler
- Valencia, Luis (* 2006), mexikanischer Eishockeyspieler
- Valencia, María Elena (* 1983), mexikanische Langstreckenläuferin
- Valencia, Martín de († 1534), spanischer Missionar
- Valencia, Rafael Guízar (1878–1938), römisch-katholischer Bischof von Veracruz-Jalapa und Heiliger
- Valencia, Saskia (* 1964), deutsche Schauspielerin und FernsehmoderatorinSaskia Valencia (* 1964)

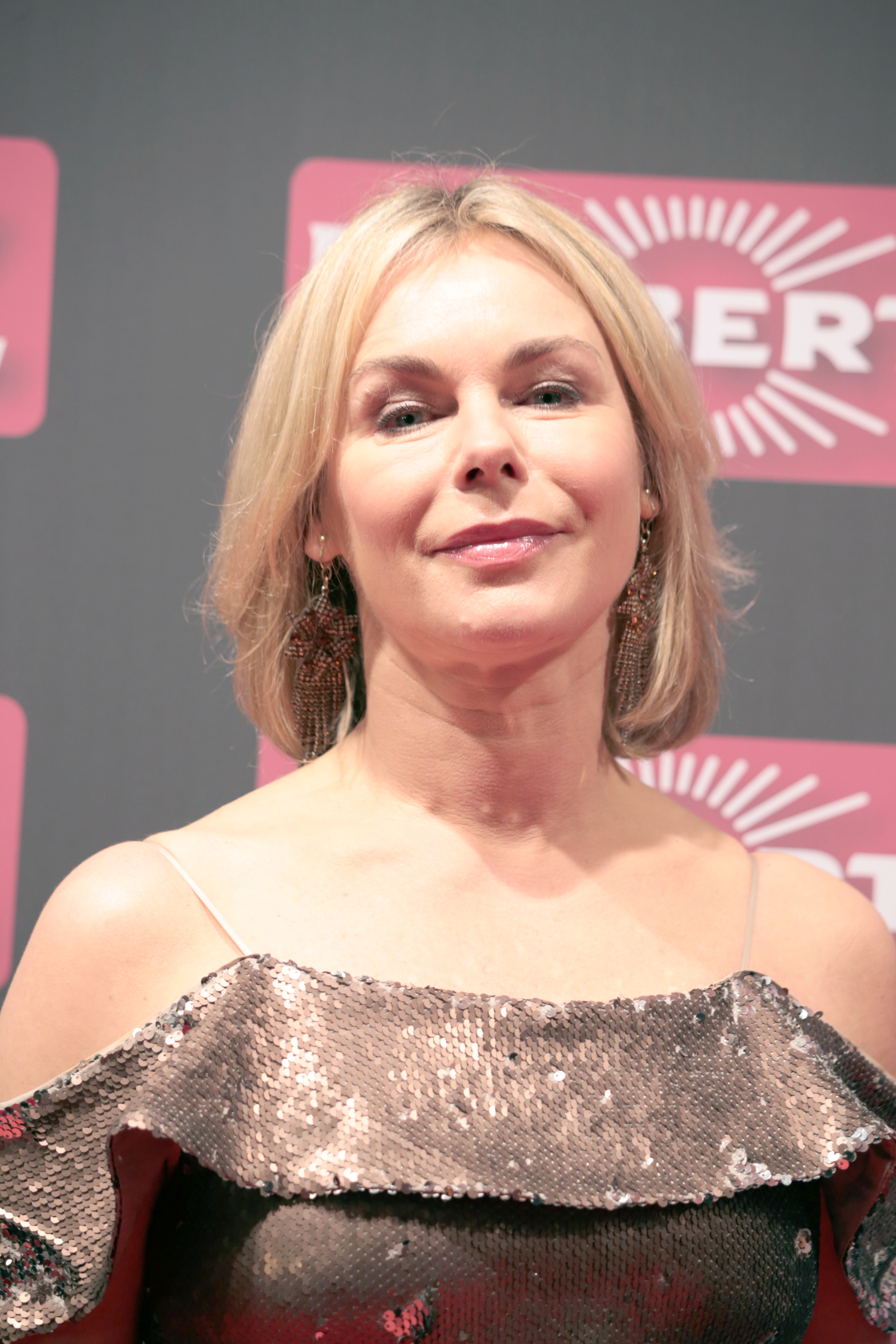
Saskia Valencia (* 1964)

- Valencia, Stiven Tobar (* 2000), kolumbianisch-isländischer Handballspieler
- Valenciano Martínez-Orozco, María Elena (* 1960), spanische Politikerin (PSOE), MdEP
- Valenciano, Emilie (* 1997), costa-ricanische Fußballspielerin
- Valenciano, Iván (* 1972), kolumbianischer Fußballspieler
- Valenčič, Jože (* 1948), jugoslawischer Radrennfahrer
- Valenčič, Mitja (* 1978), slowenischer Skirennläufer
- Valenčič, Rudi (* 1941), jugoslawischer Radrennfahrer
- Valenciennes, Achille (1794–1865), französischer Zoologe, Ichthyologe und Malakologe
- Valenciennes, Pierre-Henri de (1750–1819), französischer Maler und Hochschullehrer
- Valencio, Ramón (* 1985), uruguayischer Fußballspieler
- Valencony, Bruno (* 1968), französischer Fußballspieler

#### Valens
- Valens, griechischer Koroplast
- Valens (328–378), römischer Kaiser
- Valens Thessalonicus, römischer Gegenkaiser
- Valens, Anton (1964–2021), niederländischer Schriftsteller und Maler
- Valens, Ritchie (1941–1959), US-amerikanischer Rock-’n’-Roll-MusikerRitchie Valens (1941–1959)

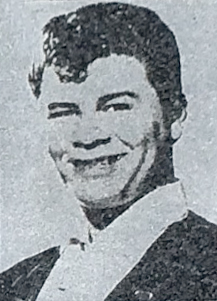
Ritchie Valens (1941–1959)

- Valens, Valerius, Mitregent des römischen Kaisers Licinius
- Valensin, Elisa (* 2007), italienische Leichtathletin
- Valensise, Michele (* 1952), italienischer Diplomat
- Valenski, Petru (* 1958), uruguayischer Schauspieler und Fernsehmoderator
- Valenstein, Elliot (1923–2023), US-amerikanischer Neurobiologe

#### Valent
- Valent, Aaron (* 1997), deutscher Politiker (Die Linke)
- Valent, Géjza (1953–2024), tschechoslowakischer Diskuswerfer
- Valent, Peter (* 1962), österreichischer Hämatologe und Stammzellforscher
- Valent, Roman (* 1983), Schweizer Tennisspieler
- Valenta, Aleš (* 1973), tschechischer Freestyle-Skisportler
- Valenta, Alois (1830–1918), Arzt und Verfasser zahlreicher medizinischer Fachbücher
- Valenta, Eduard (1857–1937), österreichischer Chemiker
- Valenta, Jiří (* 1988), tschechischer Fußballspieler
- Valenta, Ludwig (1882–1943), österreichischer Genremaler
- Valenta, Ondřej (* 1973), tschechischer Skilangläufer
- Valenta, Philipp (* 1987), deutscher Künstler
- Valenta, Rudi (1921–2001), österreichischer Radsportler
- Valenta, Rudolf (1929–2015), tschechischer Bildhauer, Maler und Grafiker
- Valenta, Velimir (1929–2004), jugoslawischer Ruderer
- Valenta, Vít (* 1983), tschechischer Fußballspieler
- Valente Júnior, Mozart Gurgel (1917–1970), brasilianischer Diplomat
- Valente, Alain (* 1996), Schweizer AutomobilrennfahrerAlain Valente (* 1996)

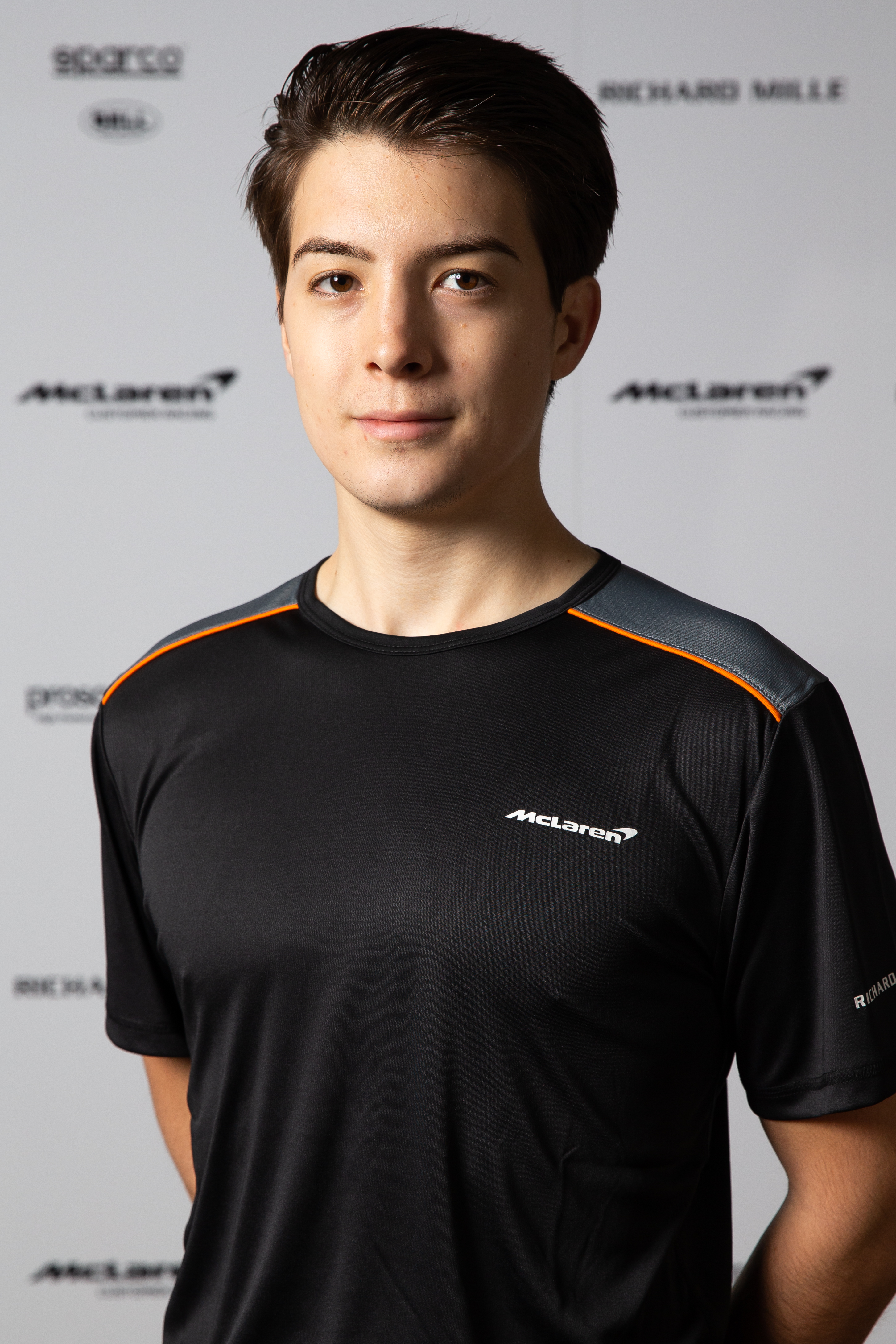
Alain Valente (* 1996)

- Valente, Anna (* 1980), Schweizer Ingenieurin und Hochschullehrerin
- Valente, Antonio, italienischer Dominikaner, Organist und Komponist der Renaissance
- Valente, António Lopes dos Santos (1839–1896), portugiesischer Autor, Lusitanist und Lexikograf
- Valente, António Sebastião (1846–1908), portugiesischer Erzbischof von Goa
- Valente, Armando (1903–1997), italienischer Geher
- Valente, Carlos (1948–2024), portugiesischer Fußballschiedsrichter
- Valente, Caterina (1931–2024), italienische Sängerin, Tänzerin, Gitarristin, Schauspielerin und EntertainerinCaterina Valente (1931–2024)

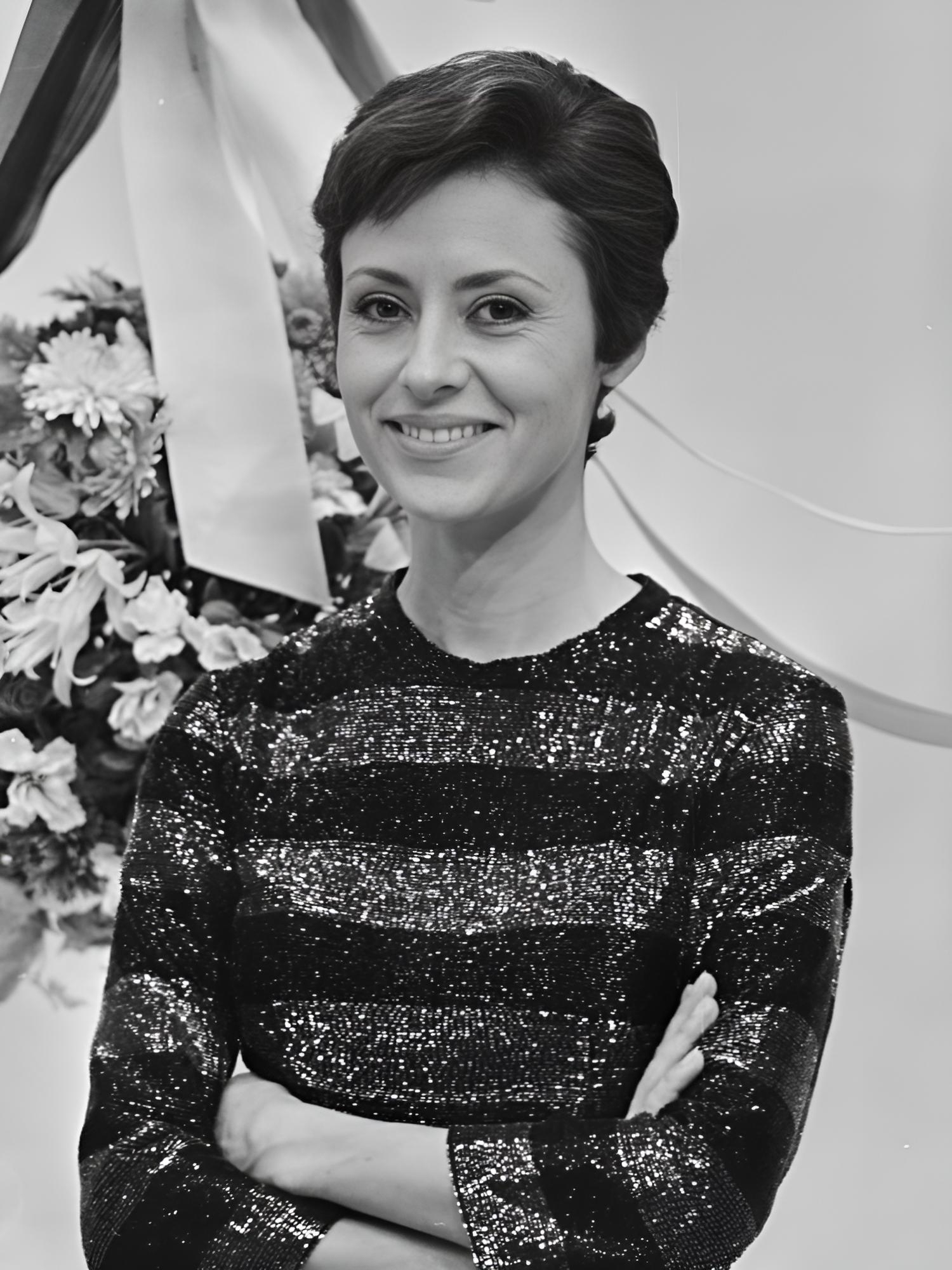
Caterina Valente (1931–2024)

- Valente, Catherynne M. (* 1979), US-amerikanische Schriftstellerin, Dichterin und Literaturkritikerin
- Valente, Denise (* 2004), italienische Tennisspielerin
- Valente, Diogo (* 1984), portugiesischer Fußballspieler
- Valente, Diogo Correia (1567–1633), portugiesischer Jesuitenmissionar
- Valente, Gary (* 1953), US-amerikanischer Jazzposaunist
- Valente, Hugo (* 1992), französischer Automobilrennfahrer
- Valente, Ivo Jorge (* 1969), osttimoresischer Politiker
- Valente, Jennifer (* 1994), US-amerikanische Bahnradsportlerin
- Valente, José Mauro (* 1969), brasilianischer Mittelstreckenläufer
- Valente, Luciano (* 2003), niederländischer Fußballspieler
- Valente, Maria (1897–1977), italienische Sängerin und Musikclown
- Valente, Nuno (* 1974), portugiesischer Fußballspieler und Fußballtrainer
- Valente, Paolo (* 1966), italienischer Journalist und Schriftsteller (Südtirol)
- Valente, Tony (* 1984), französischer Comicautor
- Valente, Vincenzo (1855–1921), italienischer Komponist von Liedern und Operetten
- Valenteano, Ralph (* 1965), deutscher Sänger und Komponist
- Valenti Gonzaga, Luigi (1725–1808), Kardinal
- Valenti Gonzaga, Silvio (1690–1756), italienischer Geistlicher, Titularerzbischof und Kardinal
- Valenti Perrillat, Carlos Mauricio (1888–1912), guatemaltekischer Künstler französischer Herkunft
- Valenti, Dave (* 1964), US-amerikanischer Freestyle-Skisportler
- Valenti, Erminio (1564–1618), italienischer Kardinal
- Valenti, Fernando (1926–1990), US-amerikanischer Cembalist
- Valenti, Frank J. (1911–2008), US-amerikanischer Mobster; Boss der Rochester-Familie
- Valenti, Italo (1912–1995), italienischer Maler des Informel
- Valenti, Jack (1921–2007), US-amerikanischer Lobbyist der Filmindustrie und Präsident der MPAA
- Valenti, Jessica (* 1978), amerikanische feministische Bloggerin, Autorin und Journalistin
- Valenti, Lautaro (* 1999), argentinischer Fußballspieler
- Valenti, Maren (* 1976), deutsche Eishockeyspielerin und -trainerin
- Valenti, Modesta (1913–1983), italienische Obdachlose, die aufgrund unterlassener Hilfeleistung starb und Namensgeberin einer nicht existierenden Straße in Rom
- Valentí, Roser, spanisch-katalanische Festkörperphysikerin
- Valenti, Salvatore (1835–1903), italienischer Bildhauer
- Valenti, Sandra (1939–2005), italienische Sprinterin
- Valenti, Sven (* 1975), deutscher Eishockeyspieler und -trainer
- Valenti, Umberto (1895–1922), italo-US-amerikanischer Mobster
- Valenti, Yannik (* 2000), deutscher Eishockeyspieler
- Valenti-de Montet, Anne (1912–2009), Schweizer Fotografin und Dichterin
- Valentian († 548), Bischof von Chur
- Valentić, Elija (* 1998), kroatische Stabhochspringerin
- Valentić, Mario (* 1980), kroatischer Schauspieler und Model
- Valentić, Nikica (1950–2023), kroatischer Politiker
- Valentien, Albert Robert (1862–1925), US-amerikanischer Maler, Illustrator und Keramikkünstler
- Valentien, Anna Marie (1862–1947), US-amerikanische Bildhauerin, Keramikerin, Malerin und Kunstpädagogin
- Valentien, Christoph (* 1939), deutscher Landschaftsarchitekt
- Valentien, Donata (* 1944), deutsche Landschaftsarchitektin
- Valentien, Kleio (* 1986), US-amerikanische PornodarstellerinKleio Valentien (* 1986)

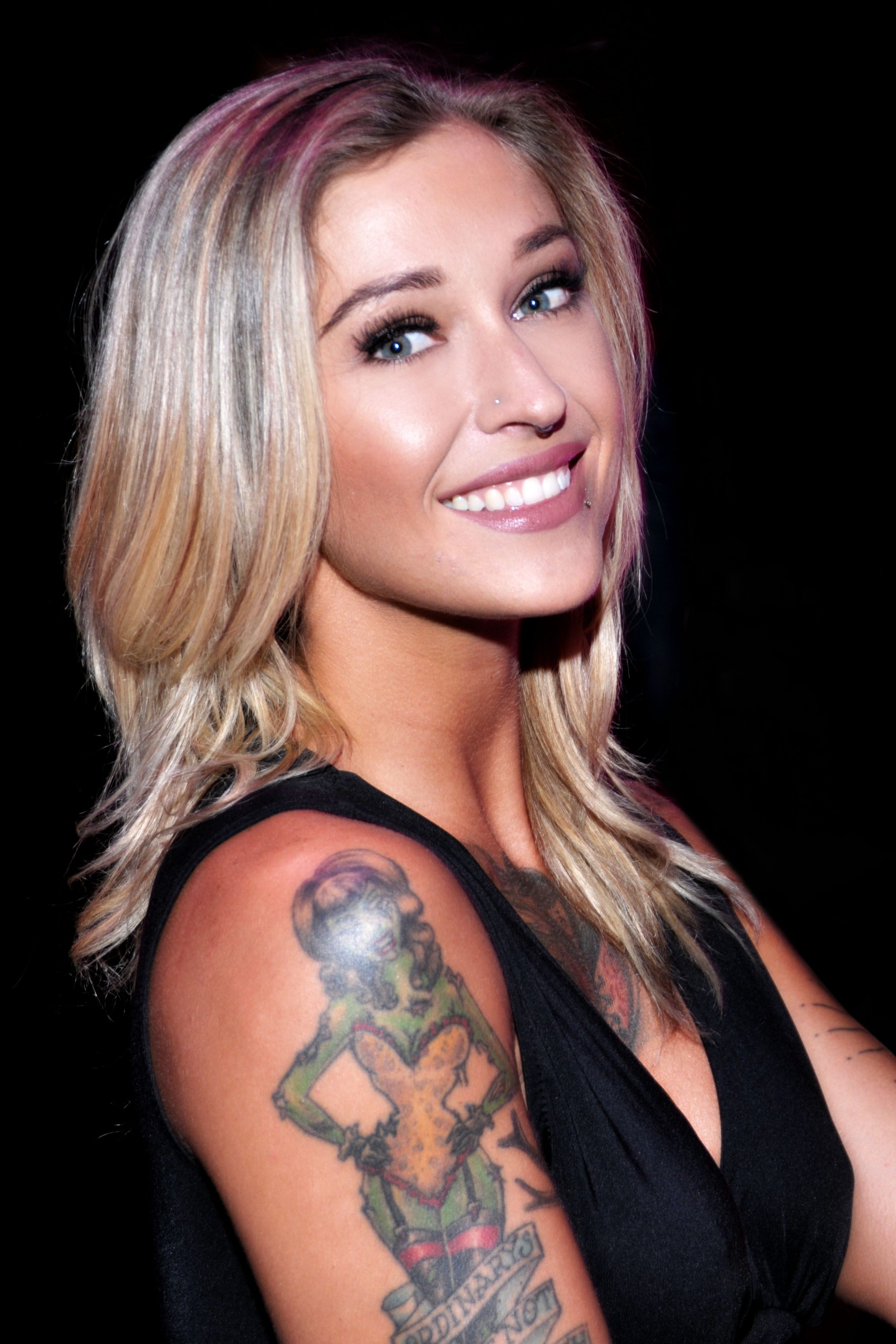
Kleio Valentien (* 1986)

- Valentien, Otto (1897–1987), deutscher Maler, Grafiker und Gartenarchitekt
- Valentijn, François (1666–1727), niederländischer Historiker und Prädikant der Vereinigten Ostindischen Kompanie auf den Molukken
- Valentijn, Marinus (1900–1991), niederländischer Radrennfahrer
- Valentim, Enzo (* 2004), brasilianischer Motorradrennfahrer
- Valentim, Maria Gomes (1896–2011), brasilianische Supercentenarian und Altersrekordlerin
- Valentin († 827), Papst (827)
- Valentin († 1182), Bischof von Prag
- Valentin († 1521), Herzog von (Troppau)-Ratibor
- Valentin Fischer († 1573), Abt des Klosters Waldsassen
- Valentin le Désossé (1843–1907), französischer Cancan-Tänzer
- Valentin von Rätien, Bischof von Passau
- Valentin von Terni, Heiliger und christlicher MärtyrerValentin von Terni

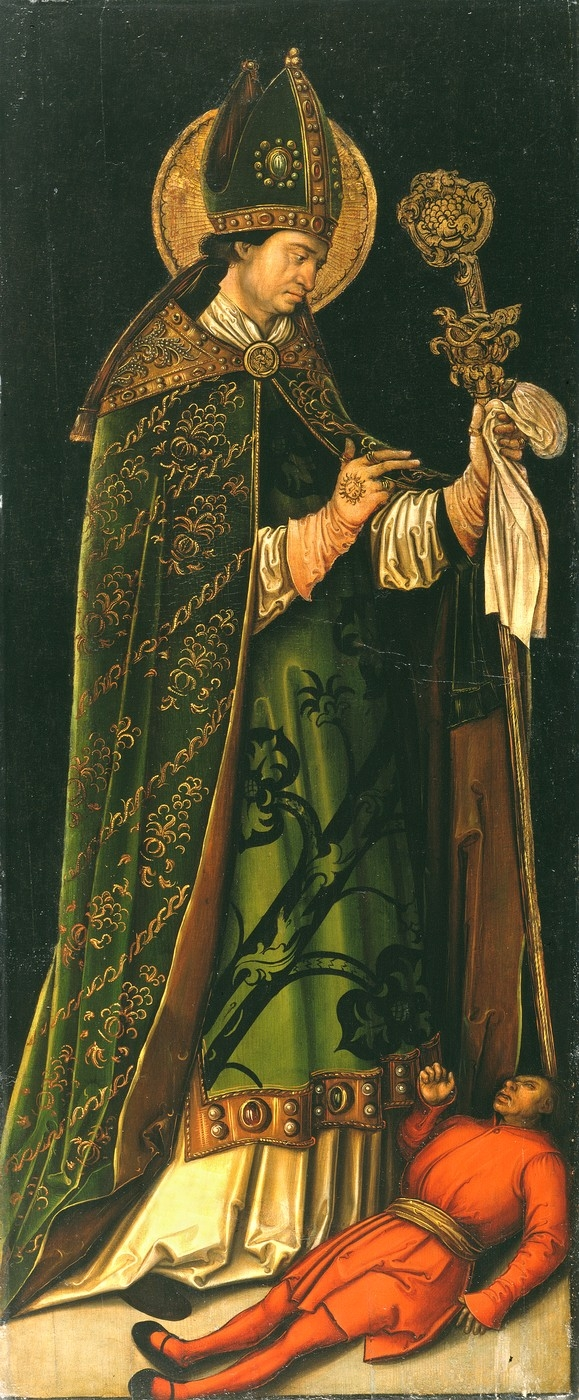
Valentin von Terni

- Valentin von Viterbo († 304), Märtyrer und Heiliger
- Valentín, Alejandro, uruguayischer Gewichtheber
- Valentin, Andrée (* 1944), Schweizer Frauenrechtlerin
- Valentin, Anton (1895–1976), österreichischer Architekt
- Valentin, Anton (1898–1967), deutscher Lehrer, Schulleiter und NSDAP-Funktionär im Königreich Rumänien sowie Bundesvorsitzender der Landsmannschaft der Banater Schwaben
- Valentin, August (1858–1940), österreichischer Bildhauer
- Valentin, Barbara (1940–2002), österreichische Schauspielerin
- Valentin, Benoît (* 1992), französischer Freestyle-Skisportler
- Valentín, Bobby (* 1941), puerto-ricanischer Musiker
- Valentin, Bruno (1885–1969), deutsch-brasilianischer Orthopäde und Hochschullehrer
- Valentin, Bruno (* 1972), französischer Geistlicher, römisch-katholischer Bischof von Carcassonne-Narbonne
- Valentin, Carl (1885–1966), deutscher Landschafts-, Genre- und Tiermaler der Düsseldorfer Schule
- Valentin, Caroline (1855–1923), deutsche Musikschriftstellerin
- Valentin, Curt (1902–1954), deutsch-amerikanischer Kunsthändler
- Valentin, Dave (1952–2017), US-amerikanischer Latin-Jazzflötist
- Valentin, Dominique, französische Dramaturgin, Schauspielerin und Schriftstellerin
- Valentin, Eric (* 1997), deutscher Eishockeyspieler
- Valentin, Erich (1906–1993), deutscher Musikwissenschaftler
- Valentin, Erich (* 1960), österreichischer Politiker (SPÖ), Landtagsabgeordneter und Gemeinderat
- Valentin, Esther (* 1993), deutsche Konzertsängerin in der Stimmlage Mezzosopran
- Valentin, Friedrich (1752–1819), deutscher Bildhauer
- Valentin, Fritz (1897–1984), deutscher Richter
- Valentin, Gabriel Gustav (1810–1883), deutscher Arzt und Physiologe
- Valentin, Georg Hermann (1848–1926), deutscher Bibliothekar und Mathematikhistoriker
- Valentin, Hellwig (* 1947), österreichischer Historiker und Journalist
- Valentin, Helmut (1919–2008), deutscher Arbeitsmediziner
- Valentin, Hermann (1863–1913), deutscher Jurist und Politiker
- Valentin, Hermann Friedrich (1812–1885), deutscher Jurist und Politiker (NLP), MdR
- Valentin, Hugo (1888–1963), schwedischer Historiker
- Valentin, Hugo (* 1938), italienischer Politiker (Südtirol)
- Valentin, Jean (* 1899), belgischer Jurist
- Valentin, Joachim (* 1965), deutscher römisch-katholischer Theologe
- Valentin, Johannes (1884–1959), deutscher Pharmaziehistoriker und Hochschullehrer an der Universität Greifswald
- Valentín, Jorge (* 1964), kubanischer Sprinter
- Valentin, Justin (* 1971), seychellischer Politiker
- Valentin, Karl (1882–1948), deutscher Komiker, Volkssänger, Autor und FilmproduzentKarl Valentin (1882–1948)

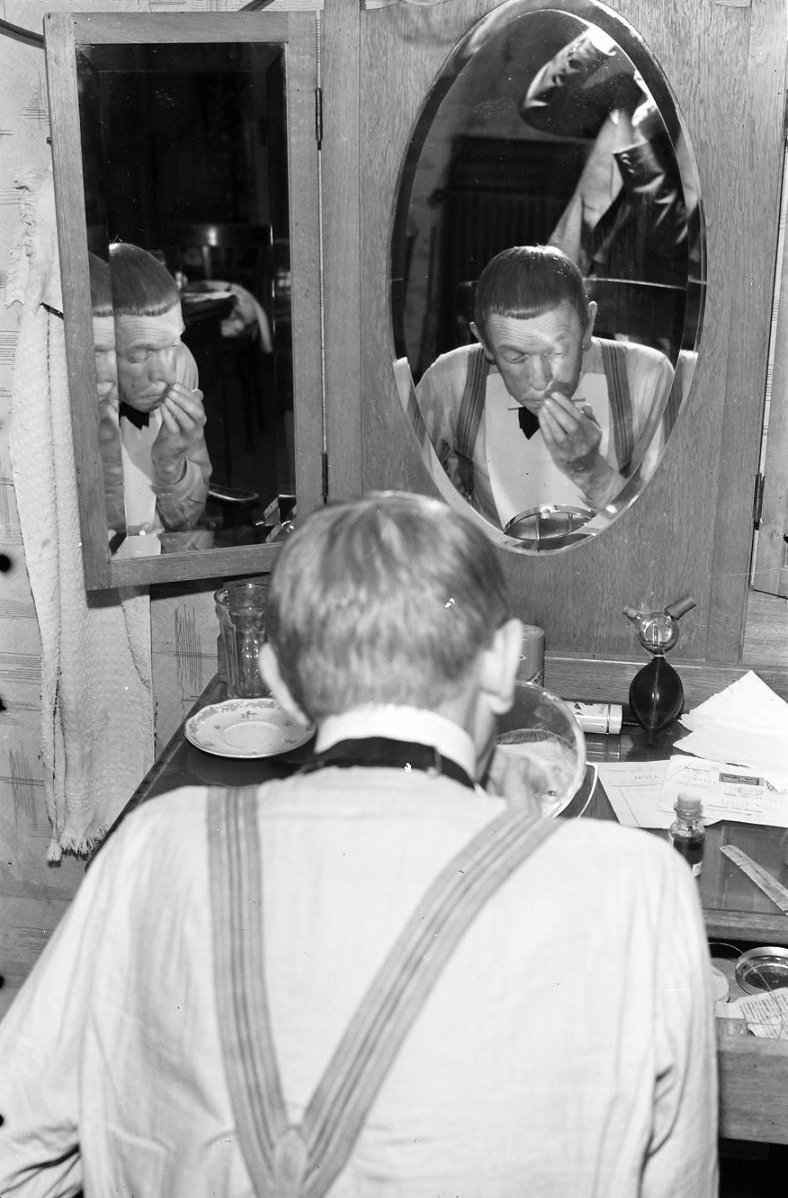
Karl Valentin (1882–1948)

- Valentín, Lidia (* 1985), spanische Gewichtheberin
- Valentin, Max (1875–1931), deutscher Bildhauer
- Valentin, Max (1902–1979), deutscher Politiker (DP), Bürgermeister von Vorsfelde
- Valentin, Mira (* 1977), deutsche Journalistin und Buchautorin
- Valentin, Peter (1877–1962), österreichisch-deutscher Bildhauer
- Valentin, Peter (1904–1995), deutscher Kunstmaler und Bildhauer
- Valentin, Peter (* 1961), österreichischer Komponist
- Valentin, Siegfried (1936–2022), deutscher Leichtathlet
- Valentin, Stephan (* 1967), deutscher Schriftsteller
- Valentin, Thomas (1922–1980), deutscher Schriftsteller
- Valentin, Tristan (* 1982), französischer Radrennfahrer
- Valentin, Ursula (* 1936), deutsche Schriftstellerin
- Valentin, Veit (1842–1900), deutscher Kunsttheoretiker und Pädagoge
- Valentin, Veit (1885–1947), deutscher Historiker und Archivar
- Valentin, Wilhelm Julius (1876–1935), deutscher Industrieller
- Valentina (281–317), christliche Märtyrin, Jungfrau und Heilige
- Valentina (* 1991), US-amerikanische Dragqueen
- Valentina, Claudia (* 2001), britische Sängerin
- Valentina, Gladstone Pereira della (* 1985), brasilianischer Fußballspieler
- Valentine (* 1988), deutsche Sängerin und Musikerin
- Valentine, Alyssa (* 1990), US-amerikanische Volleyballspielerin
- Valentine, Amanda (* 1990), kanadisch-deutsche Eiskunstläuferin
- Valentine, Angelina (* 1986), US-amerikanische Pornodarstellerin venezolanischer und italienischer AbstammungAngelina Valentine (* 1986)

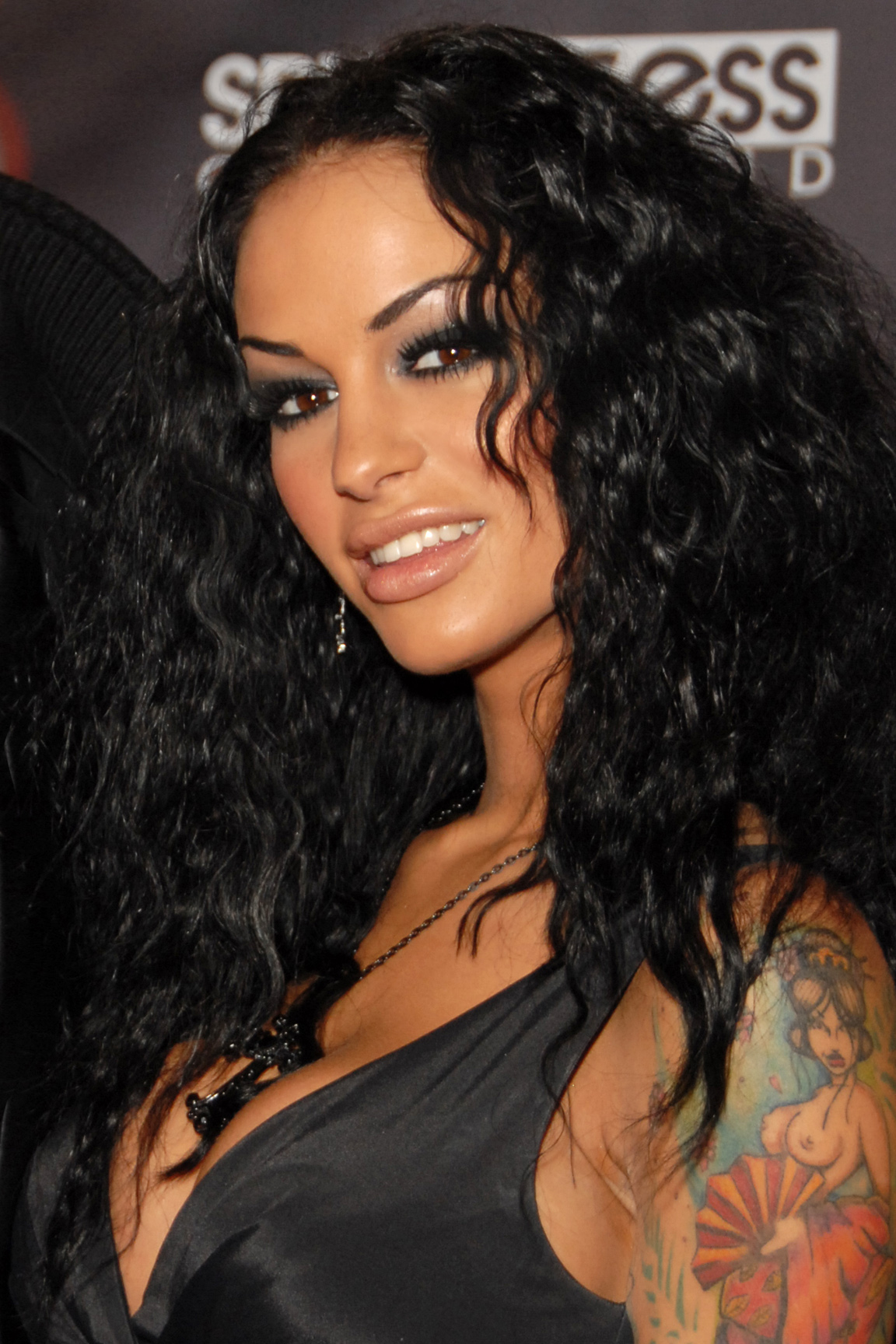
Angelina Valentine (* 1986)

- Valentine, Billy (* 1926), US-amerikanischer R&B- und Jazzmusiker
- Valentine, Brooke (* 1985), US-amerikanische Sängerin
- Valentine, Chris (* 1961), kanadischer Eishockeyspieler und -trainer
- Valentine, Denzel (* 1993), US-amerikanischer Basketballspieler
- Valentine, Dickie (1929–1971), britischer Popsänger
- Valentine, Edward K. (1843–1916), US-amerikanischer Politiker
- Valentine, Gary (* 1961), US-amerikanischer Komiker und Schauspieler
- Valentine, Genevieve (* 1981), amerikanische Autorin von Fantasy und Science-Fiction
- Valentine, Greg (* 1951), US-amerikanischer WrestlerGreg Valentine (* 1951)

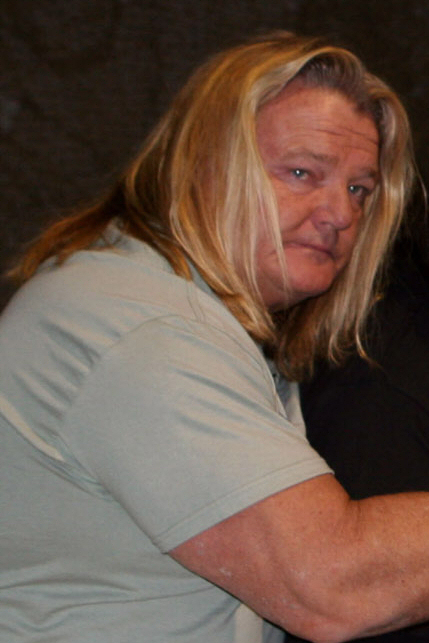
Greg Valentine (* 1951)

- Valentine, Hilton (1943–2021), britischer Gitarrist
- Valentine, Howard (1881–1932), US-amerikanischer Leichtathlet
- Valentine, James (* 1978), Gitarrist der US-amerikanischen Band Maroon 5
- Valentine, James W. (1926–2023), US-amerikanischer Geologe, Evolutionsbiologe und Paläontologe
- Valentine, Jean (1924–2019), britische Kryptoanalytikerin
- Valentine, Jenny (* 1970), britische Kinder- und Jugendbuchautorin
- Valentine, Jerry (1914–1983), US-amerikanischer Jazzposaunist, Komponist und Arrangeur
- Valentine, Jo, Baroness Valentine (* 1958), britische Politikerin und Managerin
- Valentine, John K. (1904–1950), US-amerikanischer Politiker
- Valentine, Joseph A. (1900–1949), US-amerikanischer Kameramann italienischer Herkunft
- Valentine, Kareem (* 1992), antiguanischer Schwimmer
- Valentine, Kid Thomas (1896–1987), US-amerikanischer Jazzmusiker
- Valentine, Lucifer, kanadischer Filmregisseur
- Valentine, Paul (1919–2006), US-amerikanischer Schauspieler
- Valentine, Robert (* 1674), englischer Flötist und Komponist
- Valentine, Robert (* 1939), schottischer Fußballschiedsrichter
- Valentine, Shirin (* 1974), deutsche Moderatorin, Journalistin und Musikerin
- Valentine, Stacy (* 1970), US-amerikanische Pornodarstellerin
- Valentine, Steve (* 1966), britischer SchauspielerSteve Valentine (* 1966)

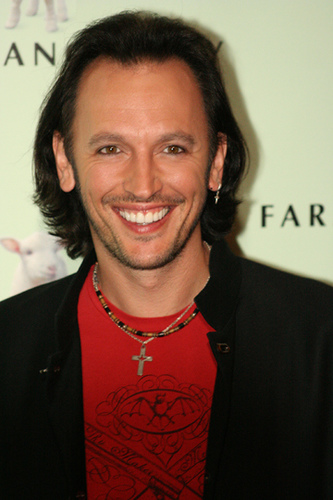
Steve Valentine (* 1966)

- Valentine, Tim (1926–2015), US-amerikanischer Politiker
- Valentine, Washington S. (1844–1920), US-amerikanischer Unternehmer in Honduras
- Valentine-Parris, Brandon (* 1995), vincentischer Leichtathlet
- Valentiner, Adolph (1803–1868), deutsch-dänischer Landwirt und Landwirtschaftsreformer
- Valentiner, Charlotte (* 1848), deutsche Blumenmalerin
- Valentiner, Christian August (1724–1816), deutscher evangelisch-lutherischer Geistlicher, Propst der Grafschaft Rantzau
- Valentiner, Christian August (1798–1864), deutscher evangelischer Theologe
- Valentiner, Franz (1896–1972), deutscher Gewerkschafter
- Valentiner, Friedrich (1756–1813), deutscher Mathematiker und Astronom
- Valentiner, Friedrich Peter (1817–1894), deutscher evangelisch-lutherischer Geistlicher, erster Pastor der deutschen evangelischen Gemeinde in Jerusalem
- Valentiner, Friedrich Wilhelm (1807–1889), deutscher evangelisch-lutherischer Geistlicher
- Valentiner, Georg Theodor (1820–1877), deutscher Badearzt
- Valentiner, Justus Theodor (1869–1952), deutscher Verwaltungsbeamter und Universitätskurator
- Valentiner, Max (1883–1949), deutscher Marineoffizier und U-Bootkommandant im Ersten WeltkriegMax Valentiner (1883–1949)

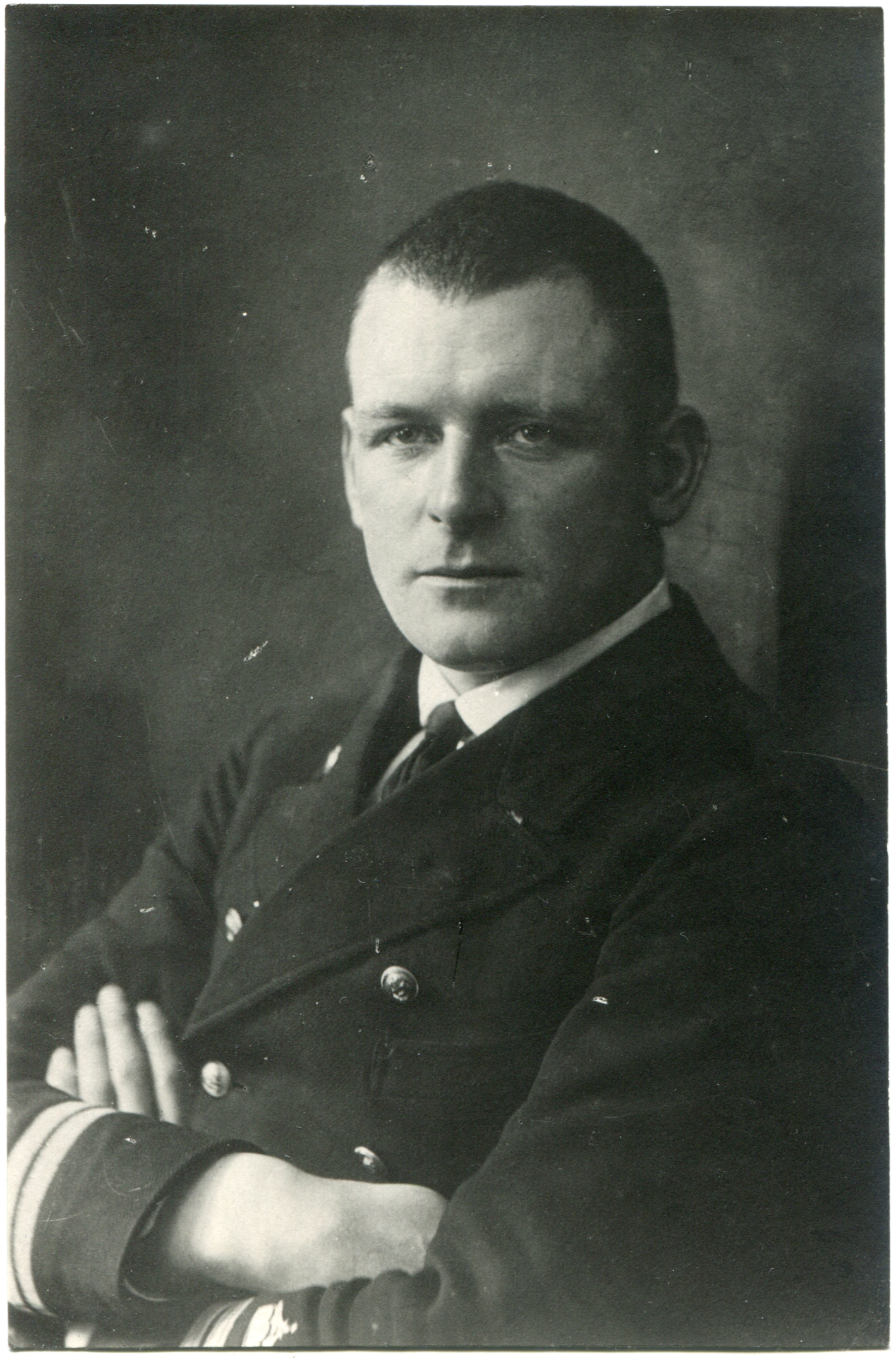
Max Valentiner (1883–1949)

- Valentiner, Peter (1941–2020), französischer Maler
- Valentiner, Siegfried (1876–1971), deutscher Physiker sowie Hochschullehrer
- Valentiner, Theodor (1854–1913), deutscher evangelisch-lutherischer Geistlicher, Superintendent in Eutin, Propst in Husum und Landessuperintendent in Ratzeburg
- Valentiner, Wilhelm (1830–1893), deutscher Badearzt und Hochschullehrer
- Valentiner, Wilhelm (1845–1931), deutscher Astronom
- Valentiner, Wilhelm Heinrich (1806–1856), deutscher Arzt, Hochschullehrer und Stadtphysicus
- Valentiner, Wilhelm Reinhold (1880–1958), deutsch-amerikanischer Kunsthistoriker und Museumsleiter
- Valentinetti, Tommaso (* 1952), italienischer Geistlicher, katholischer Bischof
- Valentini Terrani, Lucia (1946–1998), italienische Opernsängerin (Mezzosopran)
- Valentini, Alberto (1937–2009), chilenischer Fußballspieler
- Valentini, Carlo (* 1982), san-marinesischer Fußballspieler
- Valentini, Chiara (* 1941), italienische Journalistin
- Valentini, Chiara (* 1975), italienische Motorrad-Rennfahrerin
- Valentini, Chloé (* 1995), französische Handballspielerin
- Valentini, Christoph Bernhard (1694–1728), deutscher Mediziner
- Valentini, Eduard von (1818–1890), preußischer Generalleutnant
- Valentini, Enrico (* 1989), italienisch-deutscher FußballspielerEnrico Valentini (* 1989)

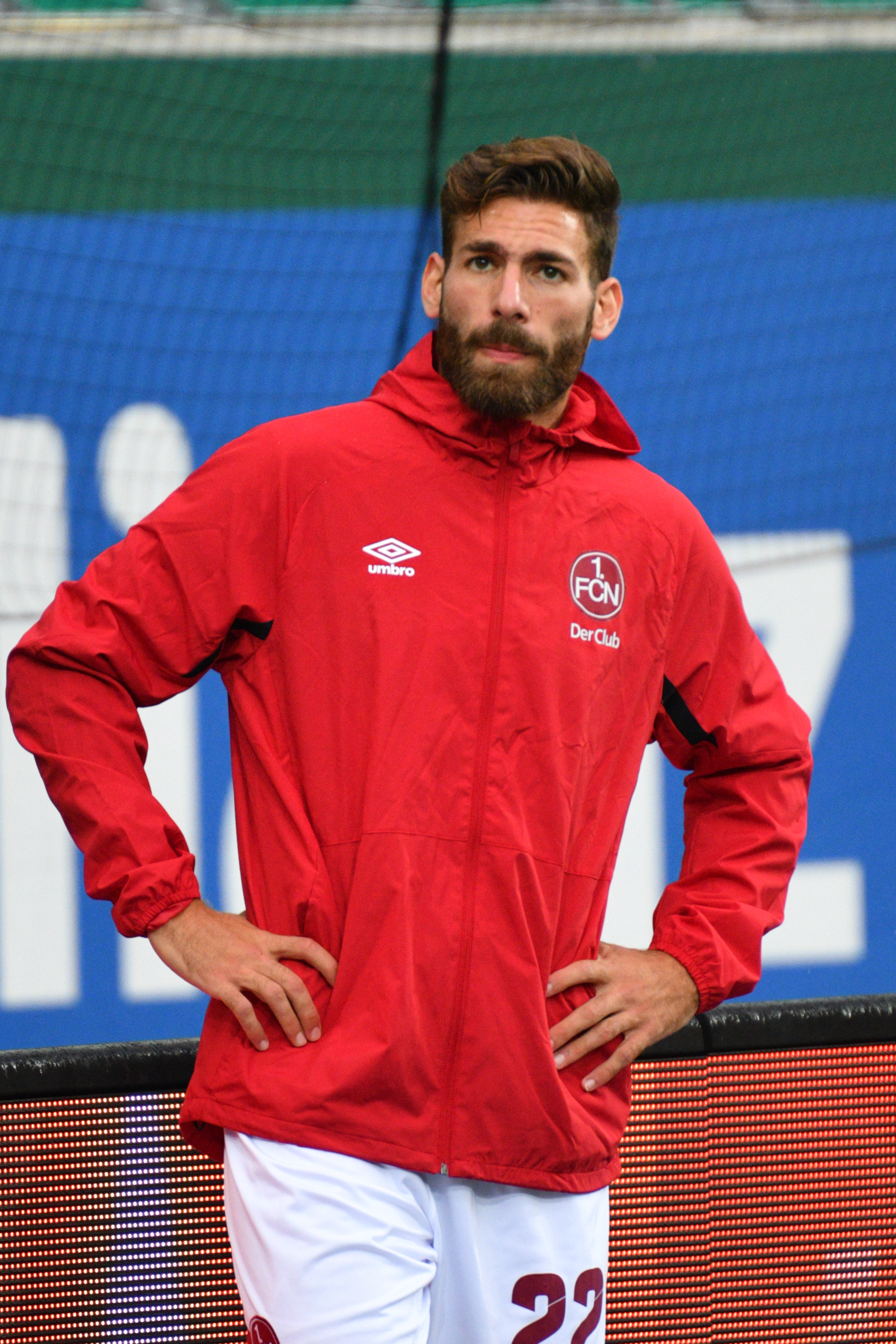
Enrico Valentini (* 1989)

- Valentini, Eugenio (1905–1992), italienischer römisch-katholischer Ordensgeistlicher und Kirchenhistoriker
- Valentini, Federico (* 1982), san-marinesischer Fußballspieler
- Valentini, Francesco (1789–1862), italienischer Sprachlehrer, Italianist und Lexikograf in Deutschland
- Valentini, Georg Wilhelm von (1775–1834), preußischer Generalleutnant, Militärschriftsteller
- Valentini, Giovanni († 1649), italienischer Komponist des Frühbarock
- Valentini, Giuseppe (1681–1753), italienischer Violinist Komponist
- Valentini, Laura, italienische Philosophin und Hochschullehrerin
- Valentini, Luiz Demétrio (* 1940), brasilianischer Geistlicher, emeritierter römisch-katholischer Bischof von Jales
- Valentini, Mauro (* 1973), san-marinesischer Fußballspieler
- Valentini, Michael Bernhard (1657–1729), deutscher Arzt, Gelehrter und Sammler
- Valentini, Nicolás (* 2001), argentinischer Fußballspieler
- Valentini, Pasquale (* 1953), san-marinesischer Politiker
- Valentini, Roberta (* 1981), italienische Musicaldarstellerin
- Valentini, Rudolf von (1855–1925), preußischer Politiker, Chef des Geheimen Zivilkabinetts Kaiser Wilhelms II.
- Valentinian I. (321–375), römischer Kaiser im Westen (364–375)
- Valentinian II. (371–392), römischer Kaiser
- Valentinian III. (419–455), Kaiser des weströmischen Reiches
- Valentinianus (* 366), Sohn des römischen Kaisers Valens
- Valentinitsch, Helfried (1943–2001), österreichischer Wirtschaftshistoriker
- Valentino, Domenico (* 1984), italienischer Boxer
- Valentino, Enzo (1919–2015), argentinischer Tangosänger und -komponist
- Valentino, Manon (* 1990), französische Radrennfahrerin
- Valentino, Rudolph (1895–1926), italienischer SchauspielerRudolph Valentino (1895–1926)

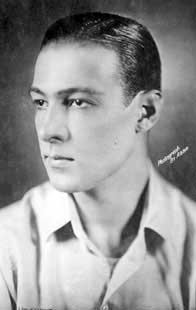
Rudolph Valentino (1895–1926)

- Valentino, Val (* 1956), US-amerikanischer Zauberkünstler, Illusionist und Schauspieler
- Valentinos († 644), oströmischer Feldherr
- Valentinus († 368), römischer Usurpator
- Valentinus, Mitdoge von Venedig
- Valentinus, Gnostiker
- Valentinusen, Christian (1903–1984), dänischer Maler
- Valentiny, François (* 1953), luxemburgischer Architekt und Sachbuchautor
- Valentis, Thukydidis (1908–1982), griechischer Architekt und Akademiker
- Valentová, Jaroslava (* 1945), tschechische Hochspringerin
- Valentová, Tereza (* 2007), tschechische TennisspielerinTereza Valentová (* 2007)

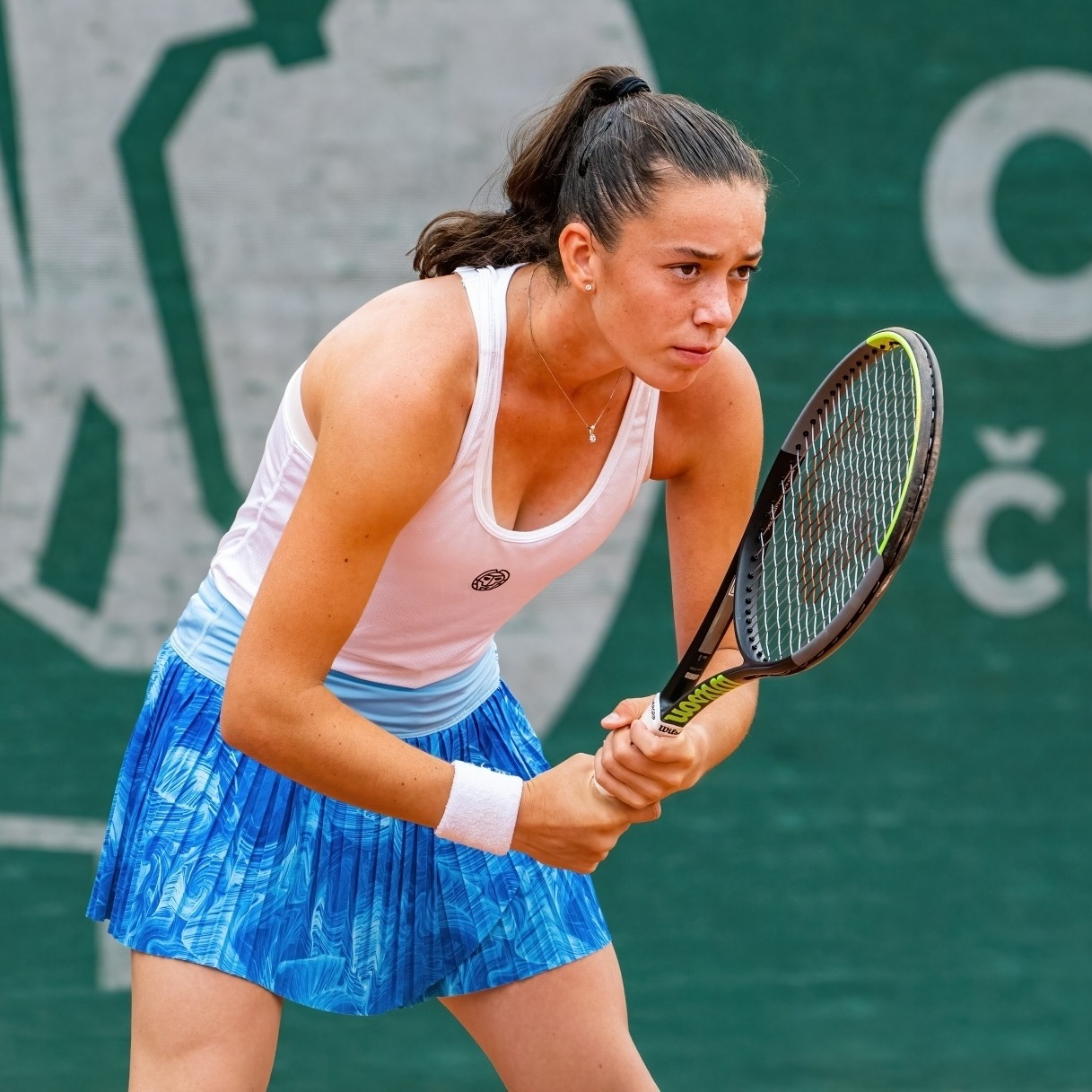
Tereza Valentová (* 2007)

- Valentová, Zuzana (* 1985), slowakische Fußballschiedsrichterin
- Valentovič, Ivan (* 1954), slowakischer Politiker
- Valentukevičius, Viktoras (* 1954), litauischer Politiker, Bürgermeister von Alytus
- Valentyn, Thomas van den (* 1945), deutscher Architekt

#### Valenz
- Valenza, Maria Rosa (1923–2007), italienische Kostümbildnerin, Malerin, Drehbuchautorin und Szenenbildnerin
- Valenzano, Luigi (1920–2011), italienischer Automobilrennfahrer
- Valenzuela Abarca, Horacio del Carmen (* 1954), chilenischer Geistlicher, emeritierter römisch-katholischer Bischof von Talca
- Valenzuela Jáuregui, Pedro José (1797–1865), Politiker in der Provinz Guatemala
- Valenzuela Llanos, Alberto (1869–1925), chilenischer Maler
- Valenzuela Mellid, Edmundo Ponziano (* 1944), paraguayischer Ordensgeistlicher und emeritierter römisch-katholischer Erzbischof von Asunción
- Valenzuela Núñez, Rodolfo (* 1954), guatemaltekischer Geistlicher und römisch-katholischer Bischof von Verapaz, Cobán
- Valenzuela Puelma, Alfredo (1856–1909), chilenischer Maler
- Valenzuela Ríos, Francisco de Borja (1917–1998), chilenischer Geistlicher, römisch-katholischer Bischof von Valparaíso
- Valenzuela Ríos, Ricardo Jorge (* 1954), paraguayischer Geistlicher, römisch-katholischer Bischof von Caacupé
- Valenzuela, Adela (* 1992), mexikanische Handballspielerin
- Valenzuela, Albane (* 1997), Schweizer Golferin
- Valenzuela, Andrés (* 1989), mexikanischer Eishockeyspieler
- Valenzuela, Fernando (* 1948), spanischer Diplomat
- Valenzuela, Fernando (1960–2024), mexikanischer Baseballspieler
- Valenzuela, Francisca (* 1987), US-amerikanische Sängerin und Schauspielerin chilenischer Abstammung
- Valenzuela, Gabriela (* 1999), mexikanische Fußballspielerin
- Valenzuela, Gonzalo (* 1978), chilenischer Schauspieler
- Valenzuela, Héctor (* 1978), mexikanischer Fußballspieler
- Valenzuela, Jesús (* 1983), venezolanischer Fußballschiedsrichter
- Valenzuela, José Luis, US-amerikanischer Theater- und Filmregisseur
- Valenzuela, Juan Carlos (* 1984), mexikanischer Fußballspieler
- Valenzuela, Laura (1931–2023), spanische Fernsehmoderatorin und Schauspielerin
- Valenzuela, Luis (* 1956), chilenischer Fußballspieler
- Valenzuela, Luis (* 1958), chilenischer Fußballspieler
- Valenzuela, Luis (* 1988), chilenischer Fußballspieler
- Valenzuela, Luisa (* 1938), argentinische Schriftstellerin
- Valenzuela, Milton (* 1998), argentinischer Fußballspieler
- Valenzuela, Pedro (* 1913), chilenischer Fußballspieler
- Valenzuela, René (* 1955), chilenischer Fußballspieler
- Valenzuela, Rodrigo (* 1975), chilenischer Fußballspieler
- Valenzyn, Egidius († 1600), deutscher Schöffe und Bürgermeister der Freien Reichsstadt Aachen

### Valer
- Valer, Héctor (* 1959), peruanischer Rechtsanwalt und Politiker
- Valera Angulo, José de la Trinidad (* 1947), venezolanischer Geistlicher, römisch-katholischer Bischof von Guanare
- Valera Espín, Juan (* 1984), spanischer Fußballspieler
- Valera Rovira, Pol (* 1998), spanischer Handballspieler
- Valera Sánchez, Fernando (* 1960), spanischer Geistlicher und römisch-katholischer Bischof von Zamora
- Valera, Blas (* 1545), peruanischer Jesuit, Schriftsteller und Chronist
- Valera, Cipriano de (1532–1602), spanischer Protestant
- Valera, Diego de (1412–1488), kastilischer Autor, Krieger, Diplomat, Humanist, Übersetzer, Historiker
- Valera, Felix (* 1988), dominikanischer Boxer
- Valera, Germán (* 2002), spanischer Fußballspieler
- Valera, Isabel (* 1985), spanische Informatikerin und Hochschullehrerin
- Valera, Juan (1824–1905), spanischer Schriftsteller
- Valera, Lourdes (1963–2012), venezolanische Schauspielerin
- Valera, Manuel (* 1980), amerikanischer Jazzmusiker (Piano) kubanischen Ursprungs
- Valera, Ruaidhrí de (1916–1978), irischer Prähistoriker
- Valera, Síle de (* 1954), irische Politikerin (Fianna Fáil), MdEP
- Valera, Vivion de (1910–1982), irischer Politiker, Jurist und Unternehmer
- Valère, Valérie (1961–1982), französische Schriftstellerin
- Valerga, Charles Hyacinth (1818–1864), italienischer Bischof in Indien, Karmelit
- Valerga, Diego (* 1971), argentinischer Schachspieler
- Valerga, Giuseppe (1813–1872), Patriarch von Jerusalem
- Valeri i Pupurull, Salvador (1873–1954), katalanischer Architekt
- Valeri, Carl (* 1984), australischer Fußballspieler
- Valeri, Diego (1887–1976), italienischer Lyriker
- Valeri, Franca (1920–2020), italienische Schauspielerin
- Valeri, Massimo (* 1972), italienischer Tennisspieler
- Valeri, Paolo (* 1978), italienischer Fußballschiedsrichter
- Valeri, Valerio (1883–1963), italienischer Geistlicher, Kurienkardinal der römisch-katholischen Kirche
- Valeria, Frau des römischen Diktators Sulla
- Valeria Messalina († 48), Frau des römischen Kaisers ClaudiusValeria Messalina († 48)
- Valeria von Limoges, Märtyrin

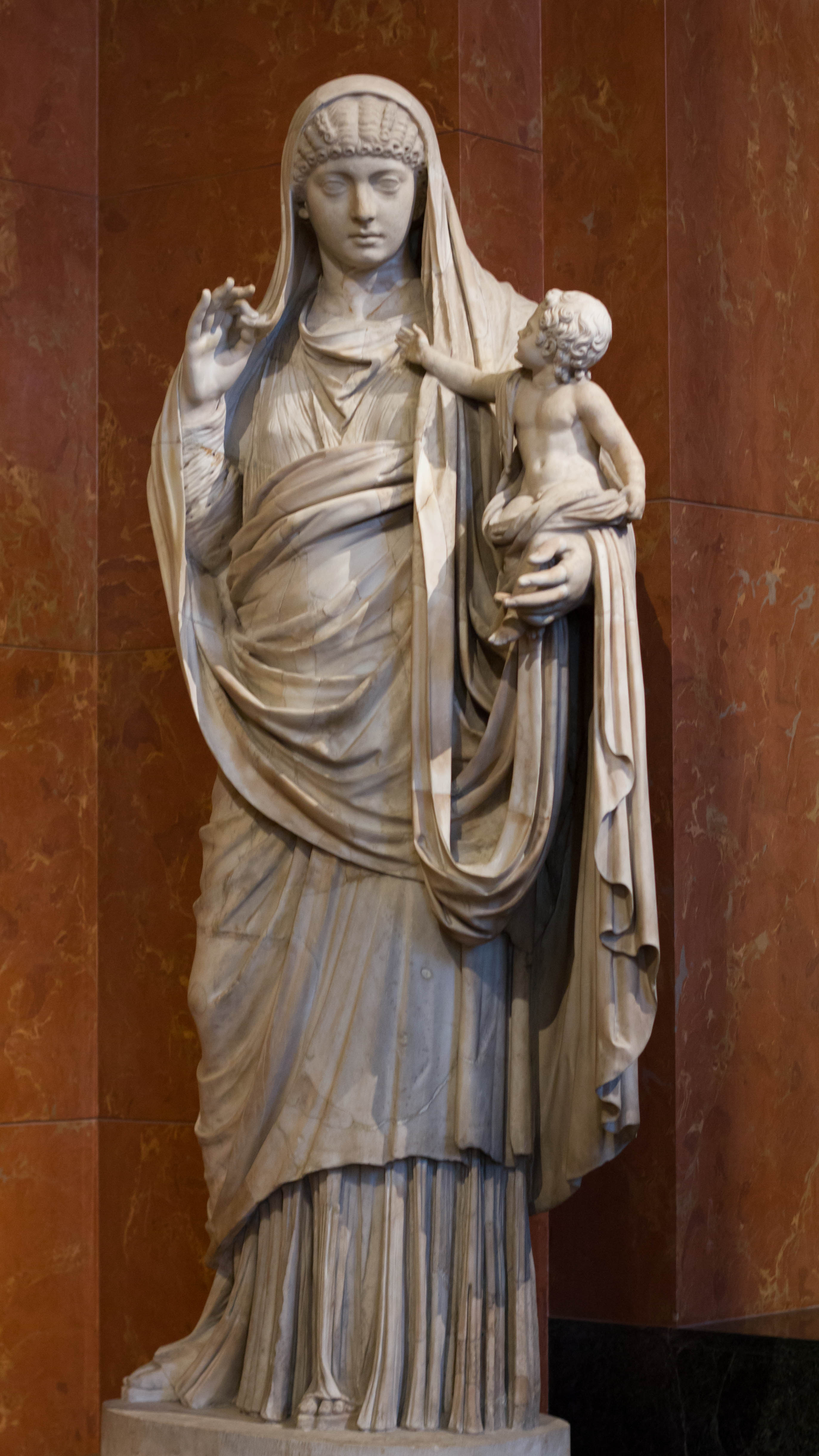
Valeria Messalina († 48)

- Valeria von Mailand, Märtyrin und Heilige
- Valeria, Galeria, spätantike römische Kaiserin
- Valerian, römischer KaiserValerian

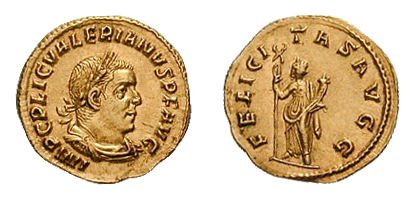
Valerian

- Valerian, H. W. (* 1951), österreichischer Schriftsteller und Journalist
- Valeriano, Leo (* 1938), italienischer Cantautore, Schauspieler und Synchronsprecher
- Valeriano, Mark (* 1991), US-amerikanischer Schauspieler und Kurzfilmschaffender
- Valerianos, Georgios (* 1992), griechischer Fußballspieler
- Valerianus, römischer Dekurio
- Valerianus († 178), Märtyrer und Heiliger
- Valerianus Caesar († 258), Sohn des römischen Kaisers Gallienus
- Valérie-Pierre, Marie-Hélène (* 1978), mauritische Badmintonspielerin
- Valérien, Harry (1923–2012), deutscher Sportjournalist und Fernsehmoderator
- Valérien, Malo (* 1992), deutscher Basketballspieler
- Valerii, Tonino (1934–2016), italienischer Filmregisseur und Drehbuchautor
- Valerino, Powtawche, US-amerikanische Raumfahrtingenieurin
- Valerio Escobedo, Federico (* 1962), mexikanischer Fußballtorhüter
- Valerio, Alberto (* 1985), brasilianischer Automobilrennfahrer
- Valerio, Alfonso (1852–1942), italienischer Jurist und Politiker
- Valério, Edvaldo (* 1978), brasilianischer Schwimmer
- Valerio, Luca (1553–1618), italienischer Mathematiker
- Valerio, Manuel (1918–1978), dominikanischer Lyriker
- Valerio, Melanie (* 1969), US-amerikanische Schwimmerin
- Valerio, Pedro Licinio (1920–2005), dominikanischer Gitarrist und Sänger
- Valerio, Simeon O. (1918–2003), philippinischer Geistlicher, Apostolischer Vikar von Calapan
- Valerius, griechischer Koroplast
- Valerius, Heiliger aus der Zeit des Urchristentums
- Valerius Aedituus, römischer Dichter
- Valerius Asiaticus Saturninus, Decimus, römischer Suffektkonsul 94 und Konsul 125
- Valerius Asiaticus, Decimus († 47), römischer Konsul 35 und 46
- Valerius Bradua Mauricus, Marcus, römischer Konsul 191
- Valerius Caratinus, Titus, Centurio
- Valerius Catullus Messalinus, Lucius, römischer Senator und Konsul
- Valerius Celsus, Gaius, römischer Offizier (Kaiserzeit)
- Valerius Chalcidicus, Marcus, römischer Offizier (Kaiserzeit)
- Valerius Citus, Centurio (Legio VIII Augusta)
- Valerius Comazon, Publius, römischer Prätorianerpräfekt
- Valerius Corvus, Marcus, römischer Held
- Valerius Eros, Gaius, antiker römischer Toreut
- Valerius Falto, Marcus, Politiker und Militär
- Valerius Falto, Quintus, römischer Feldherr
- Valerius Faltonius Adelfius, weströmischer Konsul 451
- Valerius Festus, Gaius, römischer Suffektkonsul 71
- Valerius Firmus, Lucius, römischer Offizier (Kaiserzeit)
- Valerius Flaccus, Gaius, römischer Dichter
- Valerius Flaccus, Gaius, römischer Politiker, Konsul 93 v. Chr.
- Valerius Flaccus, Lucius, römischer Konsul 261 v. Chr.
- Valerius Flaccus, Lucius, römischer Suffektkonsul (128)
- Valerius Flaccus, Lucius († 152 v. Chr.), römischer Konsul 152 v. Chr.
- Valerius Flaccus, Lucius, römischer Konsul 131 v. Chr.
- Valerius Flaccus, Lucius († 180 v. Chr.), römischer Politiker und Feldherr
- Valerius Flaccus, Lucius, römischer Politiker
- Valerius Flaccus, Lucius († 85 v. Chr.), römischer Politiker und Feldherr
- Valerius Flaccus, Lucius, römischer Politiker
- Valerius Flaccus, Publius, römischer Konsul 227 v. Chr.
- Valerius Florinus, Gaius, römischer Offizier (Kaiserzeit)
- Valerius Fronto, römischer Offizier (Kaiserzeit)
- Valerius Fulvianus, Marcus, römischer Offizier (Kaiserzeit)
- Valerius Glitianus, Gaius, römischer Offizier (Kaiserzeit)
- Valerius Gracilis, Gaius, römischer Offizier (Kaiserzeit)
- Valerius Gratus, römischer Statthalter in Judäa
- Valerius Homullus, Marcus, römischer Suffektkonsul (152)
- Valerius Iunianus, Marcus, römischer Konsul 143
- Valerius Lactuca Maximus, Marcus, römischer Konsul 437 v. Chr.
- Valerius Lactucinus Maximus, Marcus, römischer Konsulartribun 398 v. Chr.
- Valerius Laevinus, Gaius, römischer Suffektkonsul (176 v. Chr.)
- Valerius Laevinus, Marcus († 200 v. Chr.), römischer Politiker, Konsul 220 v. Chr. (?) und 210 v. Chr.
- Valerius Licinianus, Lucius, römischer Ritter
- Valerius Lollianus, Marcus, römischer Offizier (Kaiserzeit)
- Valerius Longinus, Gaius, römischer Offizier (Kaiserzeit)
- Valerius Lupercus, römischer Offizier (Kaiserzeit)
- Valerius Marinus, Publius, römischer Suffektkonsul (91)
- Valerius Maximianus, Marcus, römischer Offizier (Kaiserzeit)
- Valerius Maximus, römischer Schriftsteller und AutorValerius Maximus

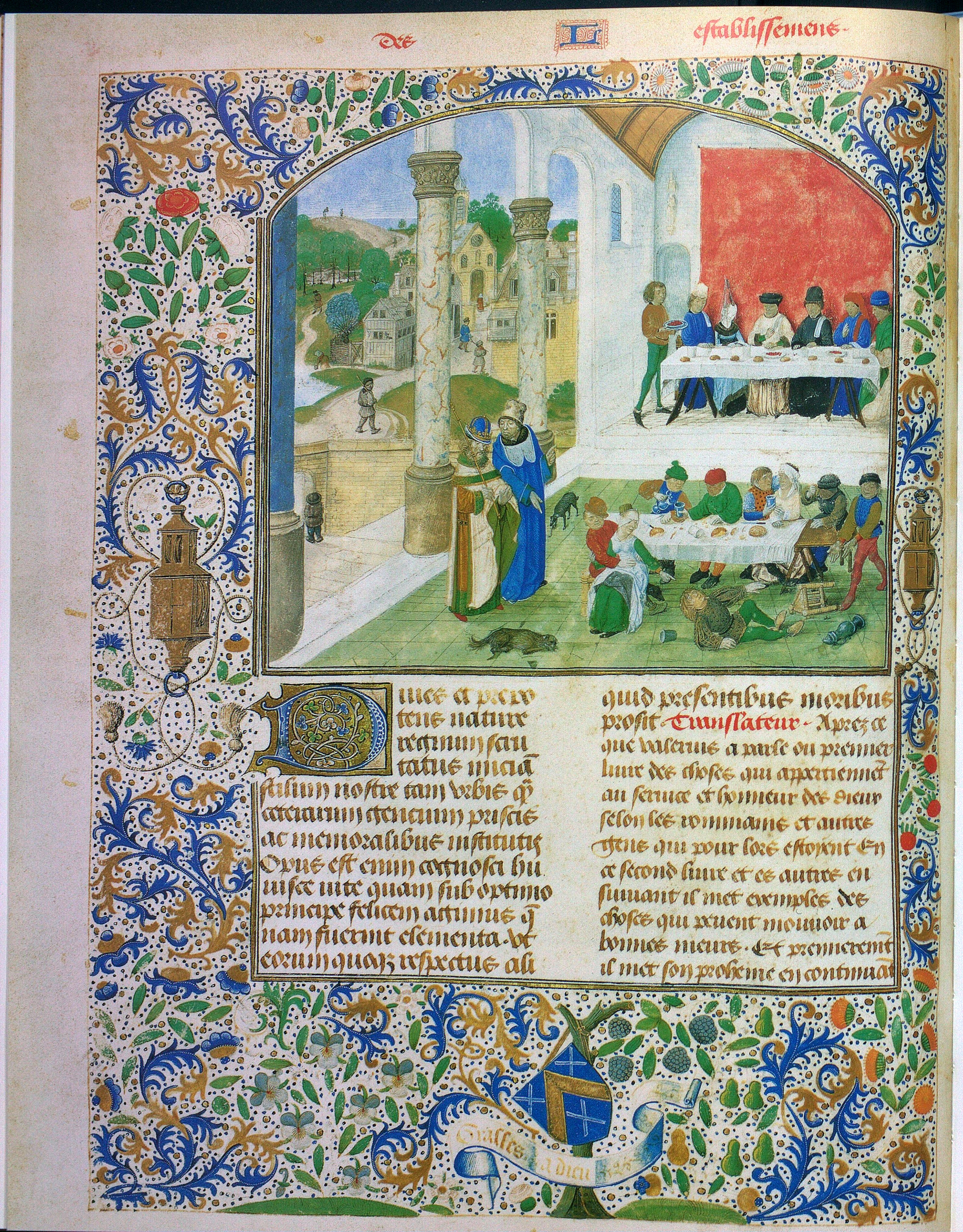
Valerius Maximus

- Valerius Maximus Lactuca, Marcus, römischer Konsul 456 v. Chr.
- Valerius Maximus, Lucius, römischer Konsul 233 und 256
- Valerius Messala Barbatus, Marcus, Vater der Valeria Messalina
- Valerius Messalla Appianus, Marcus († 12 v. Chr.), römischer Konsul im Jahr 12 v. Chr.
- Valerius Messalla Corvinus, Marcus, Konsul im Jahr 58
- Valerius Messalla Corvinus, Marcus (64 v. Chr.–8), römischer General, Autor, Literatur- und Kunstmäzen
- Valerius Messalla Messallinus Corvinus, Marcus, römischer Senator und Konsul (3 v. Chr.)
- Valerius Messalla Messallinus, Marcus, Konsul im Jahr 20
- Valerius Messalla Niger, Marcus, römischer Politiker und Redner
- Valerius Messalla Thrasea Priscus, Lucius, römischer Konsul 196
- Valerius Messalla Volesus, Lucius, römischer Senator
- Valerius Messalla, Lucius, römischer Politiker und Jurist
- Valerius Messalla, Marcus, römischer Konsul 161 v. Chr.
- Valerius Messalla, Marcus, römischer Konsul 188 v. Chr.
- Valerius Messalla, Marcus, römischer Konsul 226 v. Chr.
- Valerius Messalla, Potitus, römischer Senator
- Valerius Optatus, Lucius, römischer Offizier (Kaiserzeit)
- Valerius Paetus, römischer Offizier (Kaiserzeit)
- Valerius Patruinus, Publius, römischer Suffektkonsul (82)
- Valerius Paullinus, Gaius, römischer Suffektkonsul (107)
- Valerius Polemius, Iulius, spätantiker Übersetzer
- Valerius Poplicola Balbinus Maximus, Lucius, römischer Konsul 253
- Valerius Poplicola Potitus, Lucius, römischer Konsul 449 v. Chr.
- Valerius Poplicola, Lucius, römischer Politiker und Militär
- Valerius Poplicola, Publius († 460 v. Chr.), römischer Konsul 475 v. Chr. und 460 v. Chr.
- Valerius Poplicola, Publius († 503 v. Chr.), römischer Konsul
- Valerius Potitus Volusus, Gaius, römischer Militärtribun 415, 407, 404 und Konsul 410 v. Chr.
- Valerius Potitus, Gaius, römischer Konsul 331 v. Chr.
- Valerius Potitus, Lucius, römischer Konsul 483 und 470 v. Chr.
- Valerius Potitus, Lucius, römischer Staatsmann und Feldherr
- Valerius Priscus, Lucius, römischer Offizier (Kaiserzeit)
- Valerius Priscus, Publius, römischer Offizier (Kaiserzeit)
- Valerius Proclus, Lucius, römischer Centurio
- Valerius Proculus, Gaius, Angehöriger der römischen Armee
- Valerius Proculus, Lucius, römischer Politiker und Militär
- Valerius Propinquus Grattius Cerealis, Marcus, römischer Offizier (Kaiserzeit)
- Valerius Pudens, Gaius, römischer Senator und Konsul 193
- Valerius Sempronianus, römischer Soldat
- Valerius Senecio, römischer Suffektkonsul 186
- Valerius Senecio, Marcus, römischer Suffektkonsul unter Caracalla
- Valerius Severus, Gaius, römischer Suffektkonsul 124
- Valerius Speratus, Marcus, römischer Offizier (Kaiserzeit)
- Valerius Timotheus, römischer Offizier (Kaiserzeit)
- Valerius Titus, Gaius, Centurio
- Valerius Valerianus, römischer Offizier (Kaiserzeit)
- Valerius Valerianus, Lucius, Angehöriger des römischen Ritterstandes (Kaiserzeit)
- Valerius Vegetus, Quintus, Konsul 91
- Valerius Vegetus, Quintus, Suffektkonsul 112
- Valerius Victor, römischer Offizier (Kaiserzeit)
- Valerius von Bernage, Eremit und Heiliger
- Valerius von Hippo, christlicher Bischof von Hippo Regius
- Valerius von Saragossa († 315), Bischof von Saragossa
- Valerius von Trier, Bischof von Trier
- Valerius Zephyrus, Gaius, antiker römischer Ziseleur beziehungsweise Toreut
- Valerius, Bertha (1824–1895), schwedische Fotografin und Malerin
- Valerius, Brian (* 1974), deutscher Rechtswissenschaftler und Hochschullehrer
- Valerius, Cornelius (1512–1578), niederländischer Humanist und Lateinprofessor
- Valerius, Gaius, antiker römischer Ziseleur beziehungsweise Toreut
- Valerius, Lucius, antiker römischer Toreut
- Valerius, Marcus, römischer Konsul
- Valernes, Évariste de (1816–1896), französischer Maler
- Valernod, Laurent de (1669–1711), französischer Kolonialbeamter
- Valero Delgado, Fernando (* 1958), deutsch-ecuadorianischer Glaziologe und Künstler
- Valero Jodar, Sarah (* 1998), französisch-spanische Handballspielerin
- Valero Martí, Gaspar (* 1958), spanischer Historiker
- Valero Ruz, José Sótero (1936–2012), venezolanischer Geistlicher und römisch-katholischer Bischof
- Valero, Ambrosio (* 1984), spanischer Pianist
- Valero, Bodil (* 1958), schwedische Politikerin
- Valero, Borja (* 1985), spanischer Fußballspieler
- Valero, Carmen (1955–2024), spanische Mittel- und Langstreckenläuferin
- Valero, David (* 1988), spanischer Radrennfahrer
- Valero, Edwin (1981–2010), venezolanischer BoxerEdwin Valero (1981–2010)

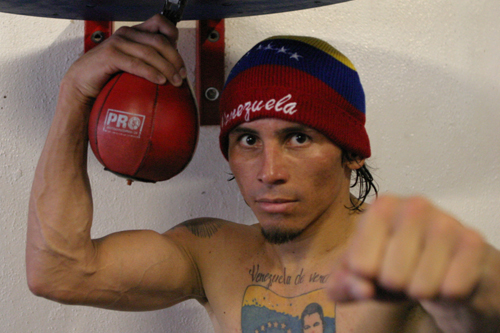
Edwin Valero (1981–2010)

- Valero, Elisa (* 1971), spanische Architektin und Hochschullehrerin
- Valéro, Julien (* 1984), französischer Fußballspieler
- Valero, Mateo (* 1952), spanischer Computeringenieur
- Valero, René Arnold (1930–2019), US-amerikanischer Geistlicher und römisch-katholischer Weihbischof in Brooklyn
- Valero, Vicente (* 1963), spanischer Schriftsteller, Professor und Übersetzer
- Valero-O’Connell, Rosemary (* 1994), US-amerikanische Comiczeichnerin und Illustratorin
- Valerón, Juan Carlos (* 1975), spanischer Fußballspieler
- Valeruz, Toni (* 1951), italienischer Bergsteiger, Extremskifahrer und Bergführer
- Valéry, Adriaen († 1625), niederländischer Dichter und Sammler von Geusenliedern
- Valéry, Édouard (1924–2010), französischer Widerstandskämpfer im inneren Widerstand
- Valéry, Paul (1871–1945), französischer Philosoph, Essayist, Schriftsteller und LyrikerPaul Valéry (1871–1945)

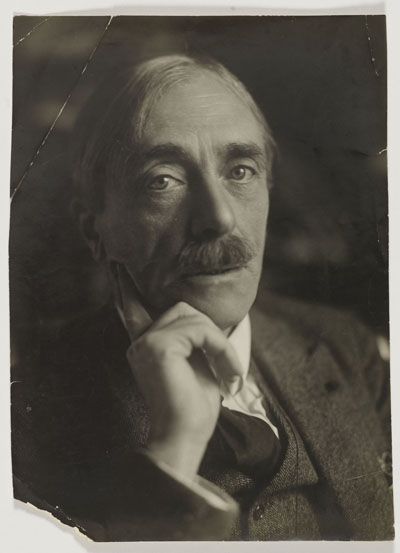
Paul Valéry (1871–1945)

- Valery, Yan (* 1999), französisch-tunesischer Fußballspieler
- Valery-Trabucco, Mario (* 1987), kanadischer Eishockeyspieler

### Vales
- Vales, Marc (* 1990), andorranischer Fußballspieler
- Valesi, Fulgenzio, italienischer Komponist und Zisterziensermönch
- Valeska (* 1940), deutsche Kunstmalerin
- Valeska, Lette (1885–1985), deutsch-amerikanische Fotografin, Malerin und Bildhauerin
- Valeškaitė, Ieva (* 1988), litauische Politikerin, Vizeministerin und stellvertretende Wirtschaftsministerin
- Valešová, Lenka (* 1985), tschechische Hammerwerferin

### Valet
- Valet, Julia (* 1975), deutsches Fotomodell, Fernsehmoderatorin und Schauspielerin
- Valete (* 1981), portugiesischer Rapper
- Valeton der Jüngere, Josue Jean Philippe (1848–1912), niederländischer Theologe und Orientalist
- Valeton, Ida (1922–2016), deutsche Geologin
- Valeton, Josue Jean Philippe der Ältere (1814–1906), niederländischer reformierter Theologe und Orientalist
- Valetov, Igor (* 1946), usbekischer Degenfechter
- Valett, Carl Julius Meno (1787–1845), deutscher Jurist
- Valett, Johann (1888–1937), deutscher Maler
- Valette, Aline (1850–1899), französische Sozialistin und Feministin
- Valette, Craig (* 1982), kanadischer Eishockeyspieler
- Valette, Fanny (* 1986), französische SchauspielerinFanny Valette (* 1986)

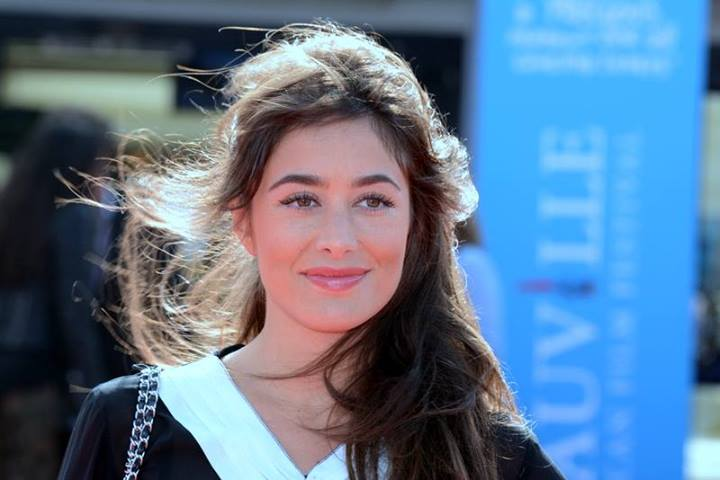
Fanny Valette (* 1986)

- Valette, Jean (1849–1894), deutscher Kapitän zur See der Kaiserlichen Marine
- Valette, Jean-François (* 1952), französischer Botschafter
- Valette, Laura (* 1997), französische Hürdenläuferin
- Valetti (* 1970), deutscher Travestie-Künstler
- Valetti, Giovanni (1913–1998), italienischer Radrennfahrer
- Valetti, Lisl (1914–2004), österreichische Schauspielerin
- Valetti, Pablo, französischer Violinist und Dirigent
- Valetti, Rosa (1876–1937), deutsche Schauspielerin, Kabarettistin und Chansonnière
- Valétudie, Christian (* 1952), französischer Leichtathlet

### Valez
- Valezka (* 1981), deutsche R&B- und Soul-Musikerin